# Transkription (Editionswissenschaft)
Transkription nennt man in der Editionswissenschaft die (buchstaben-)genaue Abschrift eines vorliegenden Textes. Jede Transkription benötigt Transkriptionsregeln, über die eine Einleitung der Edition Auskunft geben sollte. Ediert wird am Ende oft eine Transkription, bei der – im Unterschied zur sogenannten diplomatischen (d. h. dem Dokument entsprechenden) Transkription – Kompromisse zwischen der ursprünglichen Textgestalt und einem gut lesbaren Endtext getroffen werden.
Der Umgang mit orthografischen Besonderheiten, dem Drucksatz, evtl. Anmerkungen und Überbearbeitungshinweisen sowie offensichtlichen Schreibfehlern im Text sind dabei  zu bedenken.

## Orthografie
Bei der Herausgabe moderner Bücher wird die Rechtschreibung des Textes in der Regel durch den Verlag in Absprache mit dem Autor festgelegt. Da der gesetzte Text an den Autor zur Fahnenkorrektur zurückgeht, kann der Autor selbst entscheiden, wo er von der Orthografie abweichen will. Bei älteren Manuskripten liegen die Dinge komplexer. Während man für das 19. und 20. Jahrhunderts davon ausgehen kann, dass im Druck eine bestimmte Angleichung an die je aktuelle Rechtschreibung vorgenommen wurden, ist nicht gegeben, dass ältere Texte mit vereinheitlichter Rechtschreibung im Druck erschienen. Darüber hinaus ist zu klären ob man sie heutiger Rechtschreibung anpassen, ob man sie in ihrer alten Textgestalt belassen oder diese an moderne Standards annähern oder zumindest vereinheitlichen soll.
Die strenge buchstabengetreue Transkription ist von Nachteil, wenn im Urtext die Schreibung derselben Worte wechselt (Wenn z.B: „Und“ einmal „vnd“ und einmal „vnndt“ geschrieben wird). Auch wenn der Standpunkt berechtigt ist, dass Drucker in der damaligen Zeit auch keine Vereinheitlichungen vorgenommen hätten, sind für den modernen Leser oft Eingriffe in den Text nötig: So sind in Handschriften Endungen oft verschliffen und abgekürzt, ohne dass klar wäre, wie der Autor sie aufgelöst hätte. So werden in deutschen Handschriften des 17. Jahrhunderts die Endungen -en und -em in Worten wie „einem“ und „einen“ oft nicht ausgeschrieben, man kann sie nach heutiger Grammatik ergänzen oder vermuten, dass statt eines -em manchmal ein -en im Druck erschienen wäre. Ähnlich gelagert ist das Problem bei der Groß- und Kleinschreibung, die in vielen Handschriften variabel gehandhabt wird – auch hier weiß man nicht, wie ein zeitgenössischer Drucker sie behandelt hätte – unterschiedliche Drucker hatten hier unterschiedliche Regeln. 
Die Angleichung an heutige Rechtschreibung ist eine Option mit eigenen Nachteilen. Sie entfernt den Text von der Autorintention und der Vorlage. Das folgende Beispiel macht die Distanzen deutlich, links eine Seite aus einem Reisebericht Gottlieb Stolles des Jahres 1703, rechts eine Transkription:
|  | macht, als die Religio Medici, daher, wolle er, wenn er Zeit kriegte, es vertiren. Monsieur Sanson ist ein kleiner Melancolique, der einen ziemlichen Verstand, nicht wenig Ambition und etwas Singularitaet an sich hat. Er gesteht selbst, daß er von tristem Humeur sey. Er ist blaß von Gesichte, und bey seiner niedrigen Statur so hager als wenn er 6 Jahr die Schwindsucht am Halse gehabt hätte. Doch mus man ihm dabey das lassen, daß er eine ansehnliche Nase hat. Er |

Mittelalterliche Texte wurden im 19. Jahrhundert regelmäßig in ein „normalisiertes Mittelhochdeutsch“ überführt – ein Mittelhochdeutsch, das im 19. Jahrhundert als Standard mittelhochdeutscher Lautung und Schreibung eingeführt wurde. Diese Entscheidung hat insbesondere dann viel für sich, wenn der Text aus einer ganzen Reihe von Handschriften zusammengesetzt wird, die aus verschiedenen Zeiten und von verschiedenen Orten stammen und weder einen einheitlichen historischen Sprachstand aufweisen noch eine einheitliche dialektale Ausprägung der Schreibung.
Die meisten Transkriptionen wählen eine Leithandschrift, die die Leitlinien vorgibt, und halten sich bei Regulierungen der Rechtschreibung an jeder Stelle so weit zurück, dass die originale Lautung gewahrt wird.
Vereinheitlichungen und Ausschreibungen werden in den meisten Editionen ohne Kennzeichnung durchgeführt. Ein editorischer Vorbericht gibt über die grundsätzlichen Eingriffe Auskunft. Gravierendere Texteingriffe wird man im Text in eckige Klammern setzen und in einem „Apparat“ (etwa in Fußnoten oder Endnoten) genaueren Einblick in den Ursprungstext geben.

## Typografie
Drucke des 17. Jahrhunderts weisen meist eine vielfältige Typographie auf: Es gibt Fraktur für deutsche Worte, Antiqua für Fremdwörter, Kursivschrift für hervorgehobene Antiqua und fette oder gesperrte Fraktur für Hervorhebungen in der deutschen Fraktur-Schrift. Eine Transkription in moderne Antiqua kann versuchen, Aufschluss über die verwendeten Schrifttypen zu geben, und etwa für Antiqua im Originaltext Kursive verwenden. Auch hier sollte die Einleitung Aufschluss geben, welche Typen wie transkribiert wurden.

## Drucksatz
Titelseiten und Gedichte weisen Entscheidungen des Autors und des Setzers auf, die man bei einer Transkription unter Umständen wegen ihres eigenen Informationswertes bewahren möchte. Wenn hierzu der Raum fehlt, kann man mit Sonderzeichen die entsprechenden Hinweise geben. Hier hat sich insbesondere der senkrechte Strich als Zeichen für Zeilenwechsel eingebürgert. Die Transkription nachfolgender Titelseite des 18. Jahrhunderts gibt ein Beispiel – Rotdruck ist in diesem Beispiel nebenbei notiert:
|  | Die so genannte\| Hölle\| der\| Lebendigen,\| das ist\| Die Welt-beruffene\| BASTILLE\| zu Paris,\| Woraus sich der bekannte\| Abt, Graf von Buquoy,\| durch seine kluge und hertzhafften An-\|schläge glücklich mit der Flucht befreyet\| und errettet;\| Nebst jetzt-genannten Abts\| Lebens-Lauff,\| in einer curieusen und wahrhafften Beschreibung vor-\|gestellet, und anietzo aus dem Frantzösischen übersetzet;\| deme zugleich eine Nachricht von der Bastille und ihren Be-\|fehlshabern mit beygefüget ist.\| [Linie]\| Auf Kosten guter Freunde,\| Gedruckt im Monath May, Anno 1719. |

Die Transkription der Titelseite erlaubt es am Ende dem Leser nachzuvollziehen, welche Informationen das originale Titelblatt dem Buch tatsächlich voranstellte, wie es sie positionierte und ob es sie graphisch hervorhob – Informationen, die verloren gehen, sobald man denselben Titel nach einer heutigen vereinheitlichten Zitation notiert. Siehe eingehender den Artikel Titelaufnahme.

## Überarbeitungshinweise
Manuskripte oder Typoskripte weisen oft Überarbeitungsspuren auf. Man spricht von verschiedenen Textfassungen oder Textschichten auf einem Textzeugen. Um verschiedene Fassungen eines Textes auf einem Textzeugen darzustellen, kann entweder die oberste Textschicht als Lesetext gedruckt und in einem Varianten-Apparat im Anhang auf frühere Fassungen hingewiesen werden, oder Streichungen, Einfügungen usw. werden typografisch bzw. mit textkritischen Zeichen direkt im gedruckten Text kenntlich gemacht.

## Offensichtliche Fehler
Weisen Manuskript oder zugrunde gelegter Textzeuge offensichtliche Fehler auf, so werden in sorgfältigen Editionen gewichtigere Korrekturen in einem eigenen „Anmerkungsapparat“ vermerkt.